# Apanteles unguifortis
Apanteles unguifortis är en stekelart som beskrevs av Song och Chen 2004. Apanteles unguifortis ingår i släktet Apanteles och familjen bracksteklar. Inga underarter finns listade i Catalogue of Life.